# Lutter am Barenberge
Lutter am Barenberge, Flecken Lutter am Barenberge – dzielnica miasta (Stadtteil) Langelsheim w Niemczech w kraju związkowym Dolna Saksonia, w powiecie Goslar. Do 31 października 2021 jako miasto (Flecken) i zarazem siedziba gminy zbiorowej Lutter am Barenberge, która dzień później została rozwiązana. Leży ok. 27 km na południe od miasta Wolfenbüttel. Liczba mieszkańców wynosi 2 278 (31 grudnia 2020).

## Historia
Miejscowość została założona w 956 przez cesarza Ottona I Wielkiego. W czasach rozbicia Niemiec na liczne księstwa dzielnica często zmieniała swą przynależność państwową pomiędzy księstwem Brunszwickim a biskupstwem Hildesheim. Miejscowość znana jest głównie z powodu słynnej bitwy pod Lutter am Barenberge z czasów wojny trzydziestoletniej.